# 工業通風
工業通風（Industrial Ventilation）由一群相關的工程控制技術組成，用於移除工作場所空氣中的有害物，以防止勞工暴露於有害的環境空氣，繼而降低勞工罹患職業病的風險
。就原理而言，主要的工業通風技術可分為兩大類：稀釋和移除，前者又稱為整體換氣（General Ventilation），後者又稱為局部排氣（Local Exhaust Ventilation）。

## 整體換氣
整體換氣（General Ventilation）技術可概略分為幾種：(1)單純將戶外較新鮮的空氣引入工作環境，(2)單純自工作環境排除汙染空氣，(3)同時引入戶外較新鮮空氣，並排除工作環境汙染空氣，(4)自然通風換氣。
(1)單純將戶外較新鮮的空氣引入工作環境：最簡單的案例是使用通風機（fan）將戶外較新鮮空氣引入工作環境。特例說明：工作環境如為建築物的室內空間，且門窗開口面積有限時，引入室內的空氣必須由這些有限的開口擠出戶外，此時室內氣壓會略為高於戶外的氣壓，故將此種通風換氣型態稱呼為正壓換氣（Positive Pressure Industrial Ventilation）。醫院手術室和燒燙傷病房，都是正壓換氣的典型應用案例。
(2)單純自工作環境排除汙染空氣：最簡單的案例是使用通風機（fan）將工作環境裡到處瀰漫的汙染空氣抽出戶外。特例說明：工作環境如為建築物的室內空間，且門窗開口面積有限時，由於室內空氣由通風機持續抽出戶外，必須由這些有限的開口引入戶外空氣，以補充室內空氣的不足，此時室內氣壓會略為低於戶外的氣壓，故將此種通風換氣型態稱呼為負壓換氣（Negative Pressure Industrial Ventilation）。防治空氣傳染病的負壓隔離病房（Negatively Pressurized Isolation wards），以及一般安裝有排油煙機的家庭廚房，是負壓換氣的典型應用案例。
(3)同時引入戶外較新鮮空氣，並排除工作環境汙染空氣：同時使用兩套通風機，其中一套專門用於引入戶外較新鮮空氣，通常安裝在貼近勞工身體的空間位置；另一套專門用於將汙染空氣抽出戶外，通常安裝在貼近汙染源的空間位置。特例說明：工作環境如為建築物的室內空間，且門窗開口面積有限時，如採用這種通風換氣作法，可藉由控制兩套通風機的送風能力，微調室內工作環境與戶外的相對氣壓。